# Anatolie Nosatîi
Anatolie Nosatîi (ur. 12 września 1972 w Kiszyniowie) – mołdawski wojskowy i dyplomata, od 2021 minister obrony.

## Życiorys
W 1990 ukończył średnią szkołę wojskową im. Michaiła Frunzego w Kiszyniowie, następnie w latach 1990–1994 kształcił się w instytucie wojskowym w Odessie. W 2012 uzyskał magisterium w National War College w ramach National Defense University w Waszyngtonie, kształcił się także na kursach wojskowych w Stanach Zjednoczonych. Nieprzerwanie od 1994 służył w Siłach Zbrojnych Republiki Mołdawii, w 2002 doszedł do stanowiska komendanta jednego z batalionów. Od 2005 związany ze sztabem generalnym mołdawskich sił zbrojnych, w którym był zastępcą dowódcy sił szybkiego reagowania i brygady, zastępcą szefa wojsk lądowych (2009–2010), kierownikiem dyrektoriatów ds. planowania strategicznego (2010–2011) i operacji (2012–2014). W latach 2014–2018 oficer ds. militarnych przy Departamencie Operacji Pokojowych Organizacji Narodów Zjednoczonych, następnie ponownie od 2018 do 2020 kierownik dyrektoriatu ds. operacji w sztabie generalnym. Uczestniczył w misjach pokojowych ONZ oraz w dwóch misjach humanitarnych w Iraku, za co został uhonorowany mołdawskim medalem „Credință Patriei” i Orderem Zasługi Wojskowej, a także Brązową Gwiazdą.
6 sierpnia 2021 (jako bezpartyjny) objął stanowisko ministra edukacji i nauki w rządzie Natalii Gavrilițy.